# Jovem Pan FM Passos
Jovem Pan FM Passos é uma emissora de rádio brasileira sediada em Passos, cidade do estado de Minas Gerais. Opera no dial FM, na frequência 96.9 MHz, originada da migração AM-FM e é afiliada à Jovem Pan FM.

## História
A emissora começou suas atividades como Rádio Liberdade. Em 2005, a emissora se afiliou a Rádio Globo. Em 2011 e 2013, a emissora venceu o concurso Sucesso Empresarial, feito pela Universidade Estadual de Minas Gerais, a emissora foi escolhida pelos ouvintes como a melhor rádio da cidade, em jornalismo e esporte.
Em 2014, a emissora solicitou a migração AM-FM.
A afiliação com a Rádio Globo durou até outubro de 2016, quando passou a ser afiliada à Jovem Pan News no dia 25.
Em julho de 2017, foi confirmado que a emissora faria a volta da Jovem Pan FM na cidade, a partir da migração para o FM 96.9 MHz, a mesma já teve passagem pela FM 90.9 do mesmo grupo e que atualmente se chama Ind FM.
Os testes da nova frequência foram iniciados em 27 de julho e sua estreia inicialmente seria no dia 1 de agosto, mas por questões técnicas foi adiado para dia 7 de agosto.